# قوة جسدية

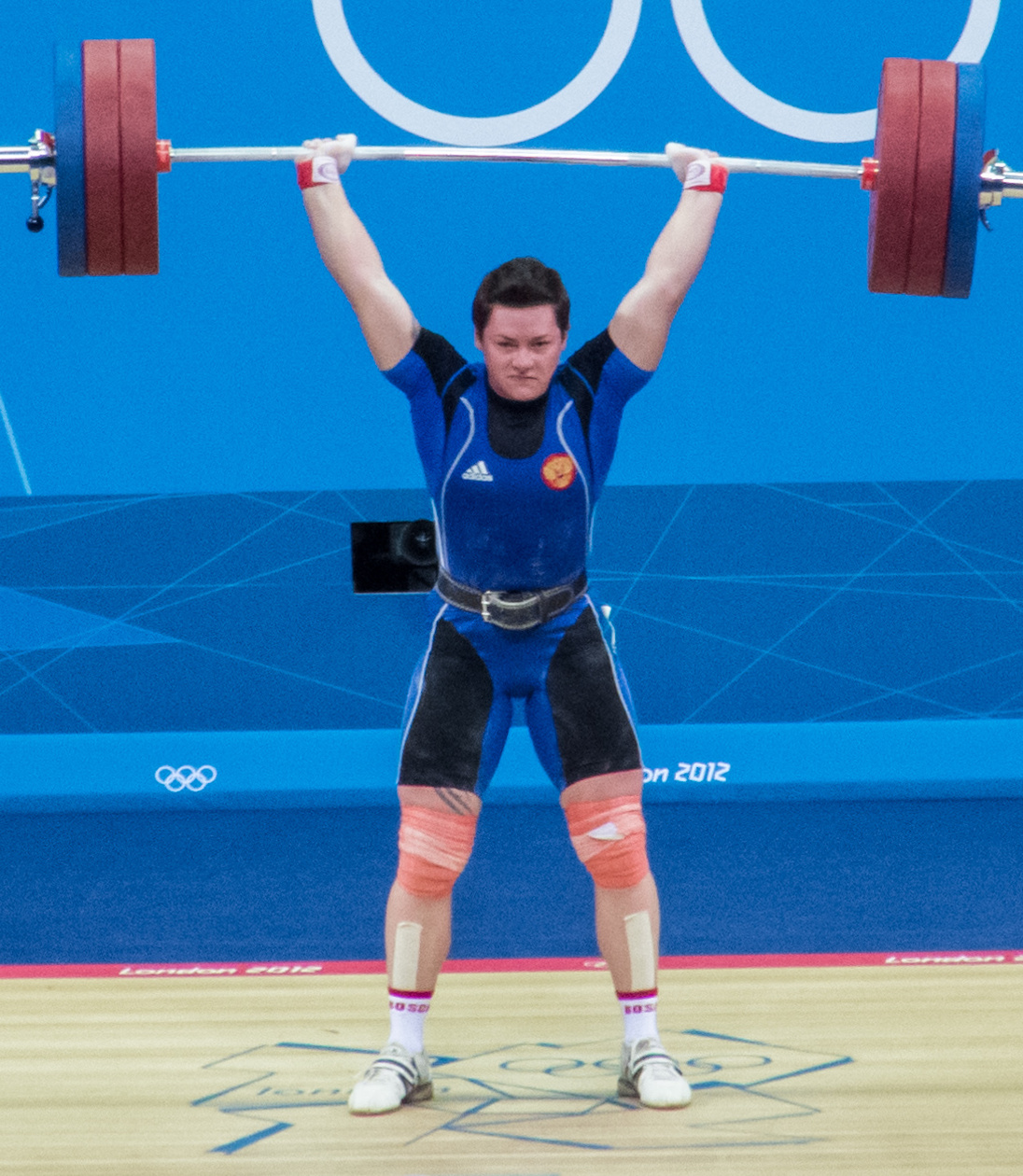
ناتاليا زابوبوتنايا وهي ترفع 160 كجم فوق رأسها.

القوة الجسدية هي مقياس لممارسة الكائن القوة على الأشياء المادية. زيادة القوة البدنية هو الهدف من تدريب القوة.

## نظرة عامة
يتم تحديد القوة البدنية للفرد بواسطة عاملين، منطقة المقطع العرضي للألياف العضلية المرتبطة بتوليد القوة وشدة التوظيف. الأفراد الذين يعانون من نسبة عالية من النوع الأول من بطء نمو ألياف العضلات حيث تكون أضعف نسبيا من فرد مماثل مع نسبة عالية من النوع الثاني وهو نمو الألياف سريعا، ولكن سيكون لها القدرة الأصيلة الأكبر للتحمل البدني. الوراثة الجينية لنوع الألياف العضلية تحدد الحدود الخارجية للقوة البدنية الممكنة (منع استخدام عوامل تعزيز مثل التستوستيرون)، على الرغم من أن الحالة الفريدة داخل هذا المغلف يتم تحديدها من خلال التدريب. يمكن تحديد نسب الألياف العضلية الفردية من خلال فحص نسيج العضلات. الاعتبارات الأخرى هي القدرة على توظيف ألياف العضلات لنشاط معين، زوايا مشتركة، وطول كل طرف. بالنسبة إلى مقطع عرضي معين، فإن الأطراف الأقصر قادرة على رفع وزن أكبر. القدرة على اكتساب العضلات تختلف أيضا من شخص لآخر، استنادا أساسا على الجينات التي تحدد كميات الهرمونات التي تفرز، ولكن أيضا على الجنس والعمر وصحة الشخص، والمواد الغذائية الكافية في النظام الغذائي. اختبار الحد الأقصى لتكرار التمرين مرة واحدة هو الطريقة الأكثر دقة لتحديد أقصى قوة للعضلات.

## مقدار القوة
هناك طرق مختلفة لقياس القوة البدنية للشخص أو السكان. عادة ما يتم تحليل قدرة القوة في مجال بيئة العمل حيث يتم تقييم مهمة معينة (على سبيل المثال رفع حمولة، ودفع عربة، وما إلى ذلك) أو مقارنة الموقف مع قدرات مجموعة من السكان وبهذا يتحقق الهدف من المهمة. عادة ما تستخدم اللحظات التفاعلية الخارجية والقوى على المفاصل في مثل هذه الحالات. يشار إلى مقدار قوة المفصل بواسطة قوة العضلات التي يمكن أن تخلق في المفصل لمواجهة اللحظة الخارجية.
تنتج العضلات والهيكل العظمي ردود فعل ولحظات في المفاصل. لتجنب الإصابة أو التعب، عندما يقوم الشخص بمهمة، مثل دفع أو رفع حمولة، يجب أن تكون اللحظات الخارجية التي تنشأ عند المفاصل بسبب الحمل في اليد ووزن أقسام الجسم أقل من اللحظة العضلية عند نقاط القوة في المفصل.
تم تطوير واحدا من النماذج الأولى للطائرات للتنبؤ بالقوة، تم تطوير هذا النموذج بواسطة تشافين في عام 1969. بناءا على هذا النموذج، يجب أن لا تتجاوز اللحظات الخارجية في كل مفصل لحظات قوة العضلات في ذلك المشترك.
إس جي > إل/إم جي
حيث،( إس جي) هي لحظة قوة العضلات في المفصل، وإل/إم جي هو لحظة خارجية في المفصل، بسبب الحمل، (إل) وقطاعات الجسم السابقة المشتركة في التحليل من أعلى إلى أسفل.
التحليل من أعلى إلى أسفل هو طريقة لحساب لحظات رد الفعل والقوى في كل مشترك بدءا من جهة، على طول الطريق حتى الكاحل والقدم. في نموذج 6-قطع، المفاصل تعتبر الكوع والكتف، L5 / S1 القرص من العمود الفقري والورك والركبة والكاحل ومن الشائع تجاهل مفصل المعصم في الحسابات اليدوية. البرمجيات المعدة لمثل هذا الحساب تقوم باستخدام مفصل المعصم أيضا، وتقسيم الذراع السفلي في متناول اليد وأقسام الساعد.

## التنبؤ بالقوة الساكنة
التنبؤ بالقوة الساكنة هو طريقة التنبؤ بقدرات القوة لدى شخص أو مجموعة سكانية (استنادا إلى القياسات البشرية) لمهمة أو موقف معين (انكماش متساوي القياس). يتم إجراء الحسابات اليدوية عادة باستخدام التحليل من أعلى إلى أسفل على نموذج ستة أو سبعة روابط، استنادا إلى المعلومات المتاحة عن الحالة ومن ثم مقارنتها بالمبادئ التوجيهية القياسية، مثل تلك المقدمة بواسطة المعهد الوطني للسلامة والصحة المهنية، إلى التنبؤ بالقدرة.